# Vilamitjana del Canto
Vilamitjana del Canto es una localidad española del municipio de Montferrer Castellbó, perteneciente a la provincia de Lérida, en la comunidad autónoma de Cataluña.

## Toponimia
El lugar puede aparecer referido como «Vilamitjana del Canto» y «Vilamitjana».

## Historia
Hacia mediados del siglo XIX, el lugar, por entonces perteneciente al municipio de Valle de Castellbó, tenía contabilizada una población de 58 habitantes. Aparece descrito en el decimosexto y último volumen del Diccionario geográfico-estadístico-histórico de España y sus posesiones de Ultramar de Pascual Madoz con las siguientes palabras:

VILAMITJANA: l. en la prov. de Lérida (20 leg.), part. jud. y dióc. de Seo de Urgel (1), aud. terr. y c. g. de Barcelona (26), ayunt. del valle de Castellbó, cuyas reuniones son generalmente en el pueblo que describimos. sit. en la pendiente de la sierra de su nombre; su clima es frio. Tiene 13 casas; igl. parr. (Sta. Catalina) matriz de Castellnou y Sarcedól, servida por un cura de primer ascenso y provision del ob.; cementerio, y buenas aguas potables. Confina (V. el valle de Castellbó). El terreno es de mala calidad y de secano. Los caminos son locales: la correspondencia se recibe de Seo de Urgel. prod.: trigo, centeno, legumbres, patatas y pastos; cria ganado lanar, cabrío, vacuno y de cerda, caza de perdices, liebres y conejos. pobl.: 13 vec., 58 alm. contr. con el ayunt.
(Madoz, 1850, p. 70)

En la actualidad, pertenece al municipio de Montferrer Castellbó. En 2023, la entidad singular de población tenía empadronados 54 habitantes y el núcleo de población, cincuenta.